# Cechy v Třebíči

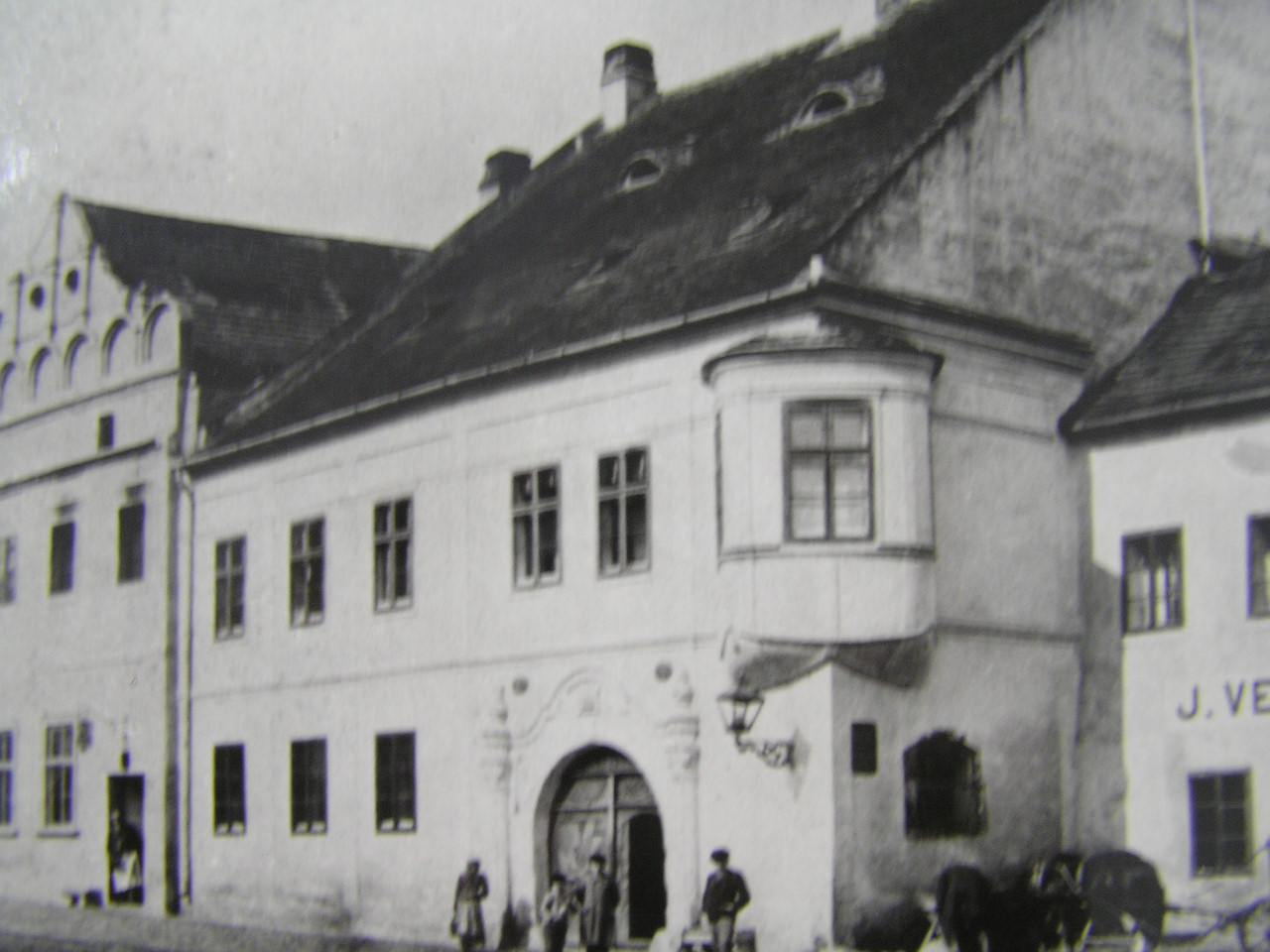
Budova staré továrny Budischowského, tj. cechu výrobců obuvi

Cechy v Třebíči je článek, který pojednává o cechovních podmínkách v Třebíči, největšími cechy byly cech koželužnický a soukenický, z těchto cechů se vyvinuly i největší třebíčské společnosti jako byly Budischowsky & Söhne, Carl Budischowsky & Söhne, Subakova koželužna a Fundulusova fabrika. 

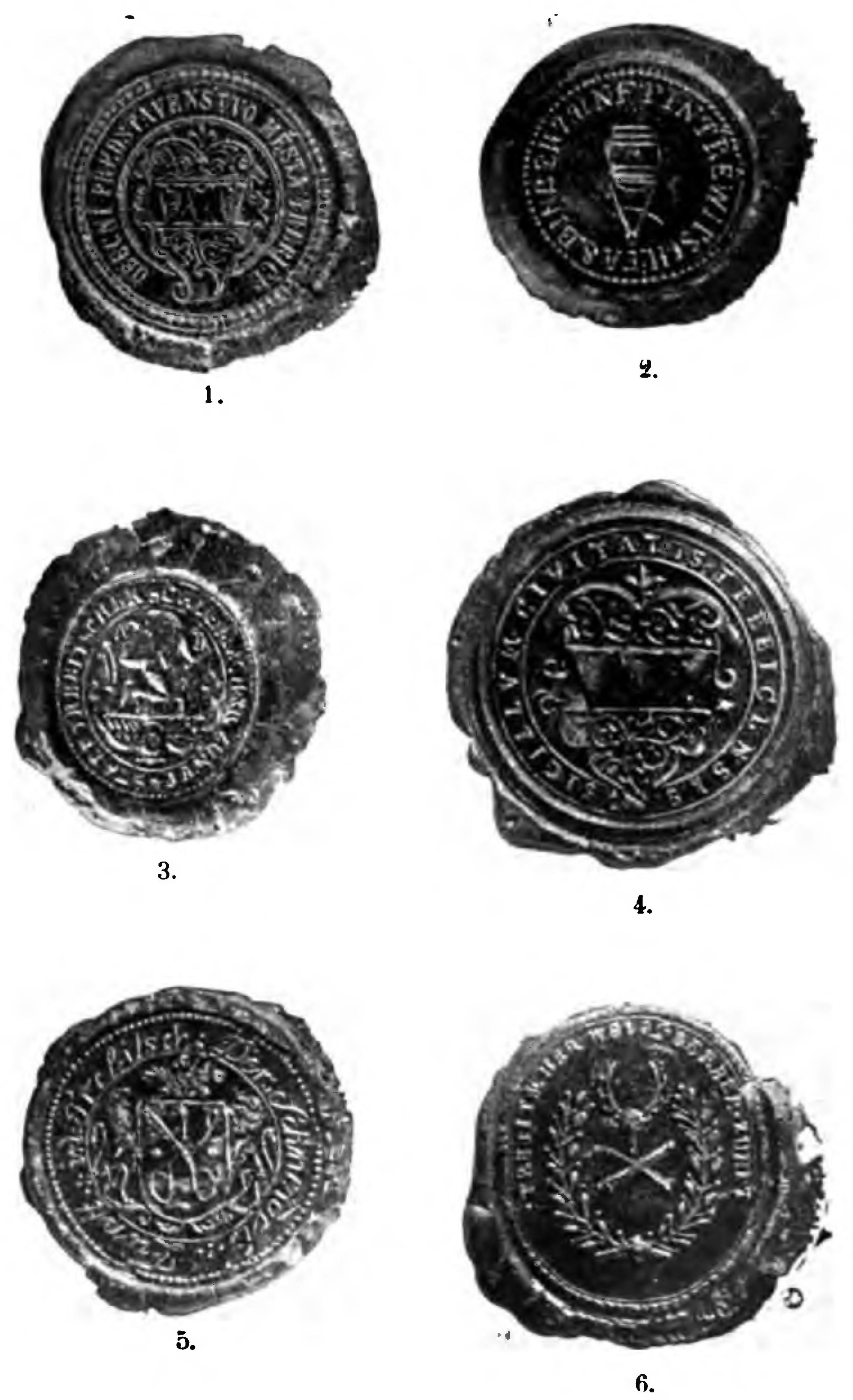
1. Pečeť městská z r. 1867, 4. Pečeť městská z r. 1571, 2. Pečeť cechu bednářského, 3. cechu ševcovského, 5. cechu krejčovského, 6. cechu jirchářského (všechny 4 z novější doby)

## Historie
Již v 17. století se v Třebíči silně rozvíjely cechy, v přehledu cechů z roku 1763 se již začíná projevovat větší počet zástupců soukenického cechu, bylo rozhodnuto, že Karel Josef z Valdštejna založí manufakturní výrobu. K tomu nakonec nedošlo a místní soukeníci nedokázali konkurovat větším dílnám s manufakturním provozem v Brně, Liberci nebo Olomouci. V polovině 19. století již bylo v Třebíči několik větších dílen koželužnického cechu, byly to dílny Karla Budischowského, jeho bratra Františka Budischowského, dílna Martina Hasska a Subakova továrna, tyto měly podle srovnání Jindřicha Chylíka v roce 1841 vyrábět dohromady 90 000 kůží ročně, brněnská největší továrna, továrna Karla Ignáce Lettmayera, v tomto srovnání má za rok v tuto dobu vyrobit 12 000 kůží za rok. V roce 1906 prosperovala i obuvnická továrna Cinkajzlova (v matrikách se uvádí i Zinkeiselova).
V dokumentech třebíčského soukenického cechu se zjevuje jedno z nejstarších vyobrazení tzv. smajlíka.

## Společenstva a spolky

### Společenstvo hostinských a výčepníků soudního okresu třebíčského
Společenstvo bylo založeno živnostníky hostinskými v Třebíči, prvním předsedou byl Václav Weigner. Založeno bylo 3. května
1895. Členy byly majitelé hostinců, kaváren a hotelů (např. U tří knížat na Karlově náměstí, Hotel Podlipný u vlakové zastávky. Společenstvo se mimo jiné zabývalo založením a spravováním fondu pro zestárlé a zchudlé členy či regulováním prodejů. Bylo uvedeno, že po roce 1926 byla živnost v krizi. Členů k roku 1935 mělo být 156, z toho 60 v Třebíči.